# Соловое
Соловое — село Чаплыгинского района Липецкой области, административный центр Соловского сельсовета.

## Географическое положение
Село расположено на берегу реки Становая Ряса в 16 км на северо-восток от райцентра города Чаплыгин.

## История
В XIX — начале XX века село входило в состав Солнцевской волости Раненбургского уезда Рязанской губернии. В 1906 году в селе было 240 дворов.
С 1928 года село являлось центром Соловского сельсовета Раненбургского района Козловского округа Центрально-Чернозёмной области, с 1954 года — в составе Липецкой области, с 1963 года — в составе Чаплыгинского района.

## Население
| 1859 | 1897  | 1906  | 2010 |
| ---- | ----- | ----- | ---- |
| 947  | ↗1428 | ↗1694 | ↘372 |

## Инфраструктура
В селе имеются детский сад, фельдшерско-акушерский пункт, отделение почтовой связи.

## Русская Православная церковь
Храм святого благоверного князя Александра Невского в селе Соловые был выстроен во имя Архистратига Божия Михаила и прочих Безплотных сил. Строительство велось с 1891 по 1897 год под тщанием потомственного почетного гражданина купца I гильдии Семена Георгиевича Саморукова. В строительстве храма принимало участие все население села. В 1899 году храм был освящен. Он имел 5 куполов с колокольней, печное отопление, настенную роспись. Вокруг была ограда, на звоннице висели колокола.
В 1935 году он был закрыт, а в 1937 году с него сброшены кресты, колокола, разрушены купола. Иконы и вся церковная утварь были уничтожены, ограда снесена. Из всех икон до наших дней сохранилась Боголюбская, которая является храмовой.
В 1994 году полуразрушенный храм был передан Русской Православной Церкви, после чего началось его возрождение. В то время жители села еще не нашли документы, свидетельствующие об истории храма, и по благословению митрополита Воронежского и Липецкого Мефодия стал возрождаться во имя святого благоверного великого князя Александра Невского. С 1999 года в нем возобновлены богослужения.